# Lu Tchang
Lu Tchang (čínsky pchin-jinem Lú Tāng, znaky zjednodušené 卢镗, tradiční 盧鏜; kolem 1520? – kolem 1570?) byl vojevůdce působící v čínské říši Ming za vlády císaře Ťia-ťinga.
Podílel se na potlačení útoků čínských pašeráků a pirátů na jihovýchodním pobřeží Číny v letech 1547–1562, přičemž bojoval také s portugalskými pašeráky usazenými v pirátských rájích na odlehlých ostrovech čínského pobřeží. Byl zkušeným generálem a schopným stratégem, přesto utrpěl mnoho neúspěchů na bojištích. Jeho kariéra byla ovlivněna nejen vlastním vojenských štěstím, ale i osudy nadřízených velitelů.

## Jméno
Lu Tchang používal zdvořilostní jméno C’-ming (čínsky pchin-jinem Zǐmíng, znaky zjednodušené 子鸣, tradiční 子鳴). Portugalci mu říkali Luthissi, kombinací jeho příjmení Lu a funkce regionálního vojenského velitele tu-s’ (都司).

## Mládí a počátky kariéry
Lu Tchang se narodil v okresu Žu-ning v provincii Che-nan. Pocházel z rodiny dědičných vojáků, po otci zdědil nevýznamné místo v armádě mingské Číny. Do roku 1548 postoupil do funkce regionálního vojenského velitele (都指揮僉事, tu č’-chuej čchien-č’) provincie Fu-ťienu, v níž získal důvěru velkého koordinátora Če-ťiangu a velitele pobřežní obrany Če-ťiangu a Fu-ťienu Ču Wana.
V polovině dubna 1548 Ču Wan přikázal svým generálům – Lu Tchangovi a Kche Čchiaovi (柯喬) – vyplout z flotilou z Wen-čou, sídla prefektury na jihu Če-ťiangu, a zaútočit na přístav na ostrově Šuang-jü (雙嶼), v té době středisko nelegálního obchodu čínských pašeráků a pirátů zvaných wo-kchou (doslova „japonští piráti“) s obchodníky z Japonska a Portugalska. Jejich flotila dosáhla Šuang-jü jedné červnové noci, skryta mlhou. Při následném útoku padl do zajetí vůdce obchodníků a pirátů Sü Tung (許棟) a s ním zahynulo několik set pašeráků, ale Sü Tungovi zástupci Li Kuang-tchou (李光頭) a Wang Č’ unikli. Lu Tchang pak podle Ču Wanova příkazu město pašeráků srovnal se zemí a přístav zavalil kamením, čímž ho učinil trvale nepoužitelným. Ču Wan i jeho generálové dostali za vítězství velkou odměnu ve stříbře, ale také si vysloužili zlobu svých politických nepřátel mezi če-ťiangskou džentry, zapojených do nelegálního obchodování.
Po ztrátě Šuang-jü se pašeráci rozptýlili podél pobřeží Če-ťiangu a Fu-ťienu při hledání nových základen. Jako nejvhodnější místo pro nové obchodní centrum si vybrali hluboký záliv Cou-ma-si na poloostrově Tung-šan poblíž hranice provincií Fu-ťien a Kuang-tung, v němž byly lodě dobře chráněné před větrem. Dne 19. března 1549 Lu Tchang a Kche Čchiao přepadli dvě džunky v Cou-ma-si s portugalskými obchodníky na palubě. Při akci nejdříve vylákali portugalské stráže pryč od džunky předstíráním útoku ze břehu, a pak na džunky zaútočila mingská flotila dosud skrytá za ostrohem. Vojáci snadno ovládli džunky, přičemž zabili 33 a zajali 206 pašeráků. Mezi zajatci byli i Li Kuang-tchou a několik Portugalců. V obavě, že by si zajatci mohli úplatky zajistit svobodu, nechal Ču Wan 96 čínských pašeráků popravit. Podle portugalské verze událostí, zapsané námořníkem Galeote Pereirou, Lu Tchang, Kche Čchiao, a zřejmě i Ču Wan přeháněli svůj úspěch v naději, že budou odměněni zbožím, které našli na džunkách, a zabili čínskou posádku džunek, aby se zabránilo odhalení jejich lsti s „malackým“ panovníkem, Lu Tchang a Kche Čchiao se totiž před zajatými Portugalci vydávali za vládce Malakky.
Koncem dubna 1549 byl Ču Wan obžalován za překročení pravomoci, protože každý trest smrti musel být schválen císařem. Ťia-ťing odvolal Ču Wana z funkce a nařídil úplné vyšetřování případu. Ču Wan viděl, že má malou šanci vyváznout a v lednu 1550 spáchal sebevraždu vypitím jedu. Lu Tchang a Kche Čchiao byli uvězněni a odsouzeni k smrti za jejich účast v aféře, zatímco zajatí Portugalci byli posláni do vyhnanství v Kuej-čou.

## Pozdější kariéra
Po smrt Ču Wana následoval odvrat od politiky násilného vynucování zákonů o námořním obchodu, jeho místo zůstalo tři roky neobsazené a pašeráci wo-kchou plně využili oslabení tlaku vlády k nájezdům a loupení. Až roku 1552 byl do Če-ťiangu přeložen velký koordinátor v Šan-tungu Wang Jü (王忬) ve stejné funkci. Wang Jü propustil Lu Tchanga a Kche Čchiaoa z vězení, aby mohl využít jejich zkušeností v boji s wo-kchou. Nicméně, Wang Jüova vojska roku 1554 utrpěla opakované porážky; nedařilo se ani Lu Tchangovi, v bojích s piráty na pobřeží Če-ťiangu také neúspěšnému. Kvůli svému selhání byli oba propuštěni z úřadů.
Krátce nato byl Lu Tchang přeložen k Čang Ťingovi (張經), novému vrchnímu veliteli šesti pobřežních provincií od Šan-tungu po Kuang-si. Lu Tchang dostal velení nad miaoskými vojsky z Pao-ťingu a v květnu 1555 s generály Jü Ta-jouem a Tchang Kche-kchuanem (湯克寬) slavně zvítězil nad útočícími wo-kchou v bitvě u Wang-ťiang-ťing (王江涇). Později v září téhož roku zajal náčelníka wo-kchou Lin Pi-čchuana (林碧川). V následujících dvou letech se na místě Lu Tchanova nadřízeného, vrchního velitele cung-tu v jihovýchodních provinciích, vyměnili tři hodnostáři. Po nich vrchním velitelem cung-tu na delší dobu zůstal Chu Cung-sien.
Jako Chu Cung-sienův generál se roku 1556 Lu Tchang podílel na potlačení dalšího nájezdu, přičemž získal rozhodující vítězství v Tchaj-čou jižně od Ning-po, a koncem září pomohl porazit a zabít vůdce wo-kchou Sü Chaje (徐海). Také hrál aktivní roli v Chuově plánu na zajetí nejsilnějšího náčelníka pašeráků a obchodníků Wang Č’a, který vedl k Wangově kapitulaci v roce 1557 a popravě roku 1559. Přesto byl Lu Tchang obviněn, že piráty pouze pronásleduje a vyhání od pobřeží, namísto jejich vyhlazení. Byl nakrátko přeřazen na nižší pozici, ale pak, zásluhou podpory učence a vysoce postaveného úředníka Tchang Šun-č’a (唐順之), byl znovu jmenován regionálním velitelem Nan č’-li a Če-ťiangu. Navíc nadřízení nakonec uznali jeho roli v zajetí Wang Č’a, za což se mu dostalo povýšení do hodnosti zástupce předsedy ústřední vojenské komise (都督同知, tu-tu tchung-č).
V prosinci 1562 Chu Cung-siena obvinili jeho nepřátelé z korupce. Lu Tchang byl také zapleten do jeho případu, přišel o funkci, ale jinak vyvázl bez trestu. Vrátil se do své rodné vesnice a o jeho pozdější činnosti se ví jen málo.